# Mutterglück (2006)
Mutterglück ist ein Drama und ein Liebesfilm des Regisseurs Christian Görlitz, der gemeinsam mit Edeltraud Rabitzer auch das Drehbuch schrieb, aus dem Jahr 2006. In der Hauptrolle verkörpert Jürgen Vogel den jungen Landwirt Joachim Tietze, der zunächst der festen Überzeugung ist, in der aus dem Kosovo stammenden Ana die Liebe seines Lebens gefunden zu haben.

## Handlung
Der junge Bauer Joachim Tietze findet in der aus dem ehemaligen Jugoslawien stammenden Ana die Liebe seines Lebens. Gemeinsam mit ihrem kleinen Sohn Niklas leben die drei glücklich auf seinem abgeschieden gelegenen Bauernhof in der unmittelbaren Umgebung von Hamburg.
Als Joachim und Ana die Ehe eingehen und Ana kurz darauf erneut schwanger wird, scheint zunächst alles perfekt zu laufen. Zwar weiß Joachim, dass Ana in ihrer Jugend viel Leid zugestoßen ist (ihr erster Mann und die gemeinsame Tochter kamen bei einem Brand ums Leben), jedoch ist er zuversichtlich, seiner großen Liebe und ihrem Sohn ein schönes Leben bieten zu können.
Der Film nimmt jedoch eine dramatische Wendung, als Anas Sohn hinter dem bäuerlichen Anwesen beim Angeln im See ertrinkt. Ana und Joachim fallen zunächst in eine tiefe Trauer, jedoch scheint auch diese Phase überwunden zu sein, als Ana und Joachim neuen Lebensmut schöpfen.
Auf einmal tauchen jedoch einige Merkmale in Anas Vergangenheit auf, die Joachim ein wenig unlogisch und merkwürdig erscheinen: Beispielsweise taucht plötzlich ein bis dahin unbekannter Mann auf, der Joachim gegenüber felsenfest und glaubhaft behauptet, der leibliche Vater von Anas bei dem Brand ums Leben gekommenen Tochter zu sein. Und nicht nur das: Der Unbekannte kann gegenüber Joachim sogar darlegen, dass er Anas rechtmäßiger Ehemann ist. Von Joachim diesbezüglich zur Rede gestellt, gibt Ana zu, die Geschichte mit dem Brand erfunden zu haben, um ihr eigenes Leben zu schützen. Daraufhin verzeiht ihr Joachim ihre Lügengeschichte, jedoch bleiben ihm Zweifel an ihrer allgemeinen Glaubwürdigkeit.
Kurze Zeit, nachdem Anas fragwürdige Vergangenheit in Vergessenheit zu geraten scheint, gelingt es Anas rechtmäßigem Ehemann erneut, zwischen den beiden einen Streit zu entfachen: Er behauptet, dass der Tod von Anas Tochter und sogar der Tod des kleinen Niklas kein Unglück war, sondern die beiden von Ana eigenhändig umgebracht wurden. Zwar schenkt Joachim diesen Aussagen zunächst keinen Glauben; als jedoch im Dorf erste Gerüchte entstehen und ein Dorfpolizist beginnt, gegen Ana zu ermitteln, wachsen auch in Joachim die ersten Zweifel.
Auf Anordnung der Staatsanwaltschaft erfolgt eine Exhumierung der beiden Kinderleichen. Ana fühlt sich ab diesem Zeitpunkt von allen Seiten bedrängt und reagiert selbst auf Joachims Versuche, sie zu beruhigen, mit Panik und Gegenwehr. Als Joachim psychiatrische Hilfe in Anspruch nimmt und mit professioneller Hilfe und Fachliteratur herauszufinden versucht, was in Ana vorgehen könnte, eskaliert die Lage: Ana vertraut ihm ab diesem Zeitpunkt überhaupt nicht mehr.
Im Grunde viel zu spät erkennt Joachim, dass Ana, seit ihrer Zeit in der sie in Jugoslawien lebte, dunkle Geheimnisse mit sich trägt und nur noch Rache im Sinn hat.

## Produktionsnotizen
Susanne Freyer produzierte für die neue deutsche Filmgesellschaft in Koproduktion mit der Akzente Film & Fernsehproduktions GmbH im Auftrag des NDR. Gedreht wurde in Hamburg und Lüneburg.

## Erscheinungstermine und abweichende Filmtitel
Mutterglück wurde erstmals am 28. September 2005 auf dem Filmfest Hamburg gezeigt. Die Erstausstrahlung im deutschen Fernsehen erfolgte am 18. Oktober 2006 auf ARD. In Brasilien wurde der Film unter dem Titel Um Estranho com Meu Filho gesendet.

## Kritiken
Rainer Tittelbach ist der Ansicht, dass es sich bei Mutterglück um ein gut gespieltes Drama handelt, der Journalist und Autor merkt allerdings an, dass es „[z]u mehr, als das Verhalten der Heldin nachträglich und in etwas aufgesetzter Form zu erklären, […] die Politik in Mutterglück allerdings nicht [dient].“
TV Spielfilm resümiert, dass es sich bei der Produktion um einen „[s]chmerzliche[n] Film um Schuld und Sühne [handelt], [der] mit subtiler Spannung erzählt [ist]“. Das Fazit der Programmzeitschrift lautet: „Düsteres Psychogramm einer Traumatisierten“.
Das Fazit von Kino.de lautet: „Der Krieg auf dem Balkan bildet den Hintergrund zu diesem Psychodrama, in dem Christian Görlitz seinen Hauptdarsteller Jürgen Vogel die Untiefen einer Mutterseele erkunden lässt“.